# Championnat d'Uruguay de football 1964
Navigation
Édition précédente Édition suivante
La 62e édition du championnat d'Uruguay de football est remportée par le Club Atlético Peñarol. C’est le vingt-huitième titre de champion du club. Le Peñarol l’emporte avec douze points d’avance sur le Rampla Juniors Fútbol Club et termine le championnat invaincu. Club Nacional de Football, champion en titre, complète le podium.
Defensor Sporting Club est relégué en deuxième division et est remplacé par le Colón Fútbol Club.
Tous les clubs participant au championnat sont basés dans l’agglomération de Montevideo.
Héctor Salva (Rampla) termine avec 12 buts en 18 matchs meilleur buteur du championnat. 

## Les clubs de l'édition 1964
| \| Montevideo: · Club Atlético Cerro · Danubio Fútbol Club · Defensor · Centro Atlético Fénix · Nacional · Peñarol · Club Atlético Progreso · Rampla Juniors · Racing Club · Wanderers · Sud América Montevideo \| Localisation des clubs engagés dans le championnat. |
| Montevideo: · Club Atlético Cerro · Danubio Fútbol Club · Defensor · Centro Atlético Fénix · Nacional · Peñarol · Club Atlético Progreso · Rampla Juniors · Racing Club · Wanderers · Sud América Montevideo                                                           |

| Club                             | Stade                       | Capacité | Ville      |
| -------------------------------- | --------------------------- | -------- | ---------- |
| Club Atlético Cerro              | Estadio Luis Tróccoli       | -        | Montevideo |
| Danubio Fútbol Club              | Jardines Del Hipódromo      | -        | Montevideo |
| Defensor Sporting Club           | Estadio Luis Franzini       | -        | Montevideo |
| Centro Atlético Fénix            | Estadio Parque Capurro      | -        | Montevideo |
| Institución Atlética Sud América | -                           | -        | Montevideo |
| Montevideo Wanderers Fútbol Club | Estadio Viera               | -        | Montevideo |
| Club Nacional de Football        | Estadio Gran Parque Central | -        | Montevideo |
| Club Atlético Peñarol            | Estadio Centenario          | -        | Montevideo |
| Racing Club de Montevideo        | Parque Osvaldo Roberto      | -        | Montevideo |
| Rampla Juniors Fútbol Club       | Estadio Olímpico            | -        | Montevideo |

## Compétition

### Classement
Le classement est établi sur le barème de points suivant : victoire à 2 points, match nul à 1, défaite à 0.
| Rang | Équipe                             | Pts | J  | G  | N | P  | Bp | Bc | Diff |
| ---- | ---------------------------------- | --- | -- | -- | - | -- | -- | -- | ---- |
| 1    | Club Atlético Peñarol              | 34  | 18 | 16 | 2 | 0  | 42 | 11 | +31  |
| 2    | Rampla Juniors Fútbol Club         | 22  | 18 | 9  | 4 | 5  | 35 | 24 | +11  |
| 3    | Club Nacional de Football T        | 21  | 18 | 9  | 3 | 6  | 29 | 20 | +9   |
| 4    | Montevideo Wanderers               | 21  | 18 | 7  | 7 | 4  | 26 | 22 | +4   |
| 5    | Club Atlético Cerro                | 19  | 18 | 7  | 5 | 6  | 22 | 20 | +2   |
| 6    | Institución Atlética Sud América P | 18  | 18 | 7  | 2 | 9  | 27 | 27 | 0    |
| 7    | Danubio Fútbol Club                | 13  | 18 | 4  | 5 | 9  | 25 | 39 | -14  |
| 8    | Defensor Sporting Club             | 12  | 18 | 3  | 6 | 9  | 16 | 26 | -10  |
| 9    | Racing Club de Montevideo          | 10  | 18 | 3  | 4 | 11 | 16 | 30 | -14  |
| 10   | Centro Atlético Fénix              | 10  | 18 | 3  | 4 | 11 | 18 | 35 | -17  |

| Légende : Qualifications et relégations | Légende : Qualifications et relégations                            |
| --------------------------------------- | ------------------------------------------------------------------ |
|                                         | Champion d'Uruguay et qualification pour la Copa Libertadores 1964 |
|                                         | Vice-champion                                                      |
|                                         | Relégué en deuxième division                                       |
|                                         | T : Tenant du titre P : Promus                                     |

## Bilan de la saison
| Championnat d'Uruguay de football 1964 |                                   |
| Champion                               | Club Atlético Peñarol (28e titre) |
| Qualifications continentales           |                                   |
| Copa Libertadores 1965                 | Club Atlético Peñarol             |
| Promotions et relégations              |                                   |
| Promus en Primera División             | Colón Fútbol Club                 |
| Relégués en Intermedia                 | Defensor Sporting Club            |

## Statistiques

### Meilleur buteur
- Héctor Salvá  (Rampla) 12 buts.